# Quod apostolici muneris
Quod apostolici muneris (latim: "De nosso ofício apostólico", subtitulada Do socialismo) é a segunda encíclica do Papa Leão XIII, publicada em 28 de dezembro de 1878. O documento se opõe ao "socialismo, comunismo e niilismo", encarados como três aspectos de uma única ideologia, que se opõe aos valores morais, instituições de direito natural e os princípios da autoridade e propriedade. Estas correntes de pensamentos são apresentadas como irremediavelmente contrárias à doutrina social da Igreja, na qual as distinções sociais são respeitadas, embora se enfatize a importância de se ajudar os pobres. A oposição a estas ideologias, embora ganhe contornos mais definidos com o documento, não era novidade: o pontífice continuava o movimento de definição e contraposição às doutrinas contrárias à fé católica iniciada pelo Papa Clemente XII.
A forma de socialismo condenada pela encíclica é aquela cujos proponentes "visavam a tomar e tornar propriedade em comum tudo aquilo que fora adquirido através de herança legal ou pelo trabalho da mente e das mãos, ou ainda através de economia própria". A tudo isto se opunha o ensinamento da Igreja de que "o direito de propriedade e de posse, os quais derivam da própria natureza, não devem ser tocados, permanecendo invioláveis. Porque a Igreja sabe que roubar e furtar são de tal modo proibidos por Deus, o autor e defensor do direito, que Ele não permite que o homem sequer deseje aquilo que pertence a outro, de modo que os ladrões e espoliadores, não menos que os adúlteros e idólatras, estão excluídos dos Reino dos Céus."
Na encíclica, o pontífice condena, ainda, os ataques dos socialistas ao casamento e à propriedade, dois tópicos sobre os quais ele devota duas encíclicas inteiras posteriormente em seu pontificado: Arcanum, de 1880, e Rerum Novarum, de 1891.
O Papa aconselha os bispos a educarem os fiéis sobre os equívocos da proposta revolucionária e, especialmente, a não se aventurarem em apoiá-la. Ele também sugere, no final do texto, que diante da busca dos "sectários" por seguidores, principalmente entre os trabalhadores, seria vantajoso promover as associações de artífices e operários, estabelecidas com o respaldo da Igreja. Os membros dessas organizações deveriam ser instruídos a suportar o trabalho com paciência e a aceitar sua condição com resignação.